# マクシミアヌス
マルクス・アウレリウス・ウァレリウス・マクシミアヌス（ラテン語: Marcus Aurelius Valerius Maximianus、 250年 - 310年7月）は、286年3月1日から305年5月1日まで在位したローマ皇帝（ディオクレティアヌスとの共同皇帝）である。一度退位した後も306年、310年と2度正帝に復位した皇帝でもある。

## 生涯

### 権力の獲得
マクシミアヌスはシルミウム（パンノニアの一都市）に生まれ、軍に入隊して経験を積んだ。アウレリアヌス帝とプロブス帝に仕えた。おそらく283年のカルス帝によるメソポタミア戦役にも参加し、同僚のディオクレティアヌスが284年にニコメディアで皇帝に即位するときに立ち会ったと思われる。

### 治世
285年7月21日、ディオクレティアヌスは、一人で支配し統制するには帝国はあまりに広いと考え、イタリア、アフリカ、スペイン、ガリア、ブリテンの統治を担うカエサルとして招聘された。マクシミアヌスを副帝にして帝国の西側の統治者とした。翌年、マクシミアヌスはディオクレティアヌスに並ぶ正帝となった。293年にディオクレティアヌスがテトラルキア（四分統治制度）を導入すると、コンスタンティウス・クロルスがマクシミアヌスの副帝となり、マクシミアヌスの義理の娘フラヴィア・マクシミアーナ・テオドラを妻とした。
統治期間中、マクシミアヌスはドイツ北部のアレマンニ族 やブルグント族との戦い、ドナウ川国境のカルピ人との戦い、ブリタンニアで反乱を起こし皇帝を名乗っているカラウシウスとの戦いなど、軍事面でいくつもの勝利を上げた。また、彼はアフリカ方面の国境の守備力も強化した。
ゲルマン人に対処している間、マクシミアヌスは、海賊を討伐するためカラウシウスに北部艦隊を任していた。カラウシウスは何か金銭的に不正を行っており、処罰されることを恐れていたことが知られている。カラウシウスはブリタンニアとガリア北部をうまく支配下におき、自ら皇帝を名乗った。マクシミアヌスは、依然としてゲルマン人の脅威に足を止められており、新たに副帝に任命したコンスタンティウスを送ってカラウシウスの対策を任せた。コンスタンティウスはまずガリアに戻ってカラウシウスを討ち、続いて296年、ブリタンニアにおいてカラウシウスの後継者アレクタスを破って反乱に終止符をうった。
297年から299年にかけて、マクシミアヌスはヒスパニアのムーア人を攻略し、アフリカ北部の現地部族に対して侵攻した。この戦役の後、マクシミアヌスはゲルマン民族の対処も副帝コンスタンティウスに任せて、ミラノやアクイレイアに隠居した。
政治面では、マクシミアヌスはコンスタンティウスに比べて元老院に積極的に関わった。一方、彼は同僚である東帝ディオクレティアヌスやガレリウスが推し進めるキリスト教徒迫害活動には協調しなかった。

### 引退
305年3月1日、ディオクレティアヌスとマクシミアヌスは揃って引退した。これはマクシミアヌスが望んだ行動で無いことは明らかで、ディオクレティアヌスが強いたことだった。マクシミアヌスアはカピトリヌスのユピテル神殿において、同僚と共に引退するという誓言を立てた。コンスタンティウス・クロルスと（東の）ガレリウスとが新しい正帝となり、フラウィウス・ウァレリウス・セウェルスとマクシミヌス・ダイアとがそれぞれの副帝となった。マクシミアヌスはルカニアかカンパニア辺りの自領地で引退生活を送った。

### 2度目と3度目の皇位復帰
翌年コンスタンティウスが亡くなり、マクシミアヌスの息子マクセンティウスが西ローマ帝国を掌握した（306年10月28日）。対外的に正当性を繕うために、マクセンティウスはマクシミアヌスに正帝を名乗らせた。マクシミアヌスはセウェルスとガレリウスを戦いで破り、コンスタンティウスの息子コンスタンティヌス1世に娘ファウスタを嫁がせることで味方につけた。
しかし、このときのマクシミアヌスの役割は、真の権力者マクセンティウスを覆い隠すことだった。そして308年、老巧な正帝マクシミアヌスは実の息子に反乱し、ローマに向けて軍を進めたが、敗れ去った。ディオクレティアヌスはマクシミアヌスに援軍を送ることは断り、カルヌントゥムで会合し、マクシミアヌスにコンスタンティヌスを連れてガリアに逃避させた。
310年、コンスタンティヌスがフランク人の反乱を鎮圧するために軍団の一部を連れて行ったとき、マクシミアヌスがまたしても紫の帝衣を纏う機会が訪れた。マクシミアヌスは恩賞金（donativum）によって軍団を手なずけ、3度目となる皇帝を名乗った。しかし、コンスタンティヌスはすぐに引き返しアレラーテにて義父を包囲し、これにマクシミアヌスは持ちこたえることができなかった。マクシミアヌスはマッシリアに逃亡したが再び敗れ、牢に入れられ退位した。

### 最期
マクシミアヌスは紫の帝衣は剥奪されたが、コンスタンティヌスに対し反乱したことは恩赦を得て、彼の宮廷に居住することを許された。
後にマクシミアヌスは、コンスタンティヌスの暗殺を企てたことによって命を落とした。マクシミアヌスは娘のファウスタに暗殺を手伝わせようとしたが、ファウスタは夫のコンスタンティヌスにこの企てを暴露したため、計画が露見した。自殺か暗殺かは不明だが、マクシミアヌスは同じ310年の6月に死亡した。

## 称号
マクシミアヌスは自身や同僚の戦勝の功により次の称号を得た。
- 5回の征ゲルマン将軍（Germanicus Maximus V；287年に2回、288年、293年、301年）
- 3回の征サルマタイ将軍（Sarmaticus Maximus III；289年、294年、300年）
- 征アルメニア将軍（Armeniacus Maximus、298年）
- 征メディア将軍（Medicus Maximus、298年）
- 征アディアベネ将軍（Adiabenicus Maximus、298年）
- 2回の征ペルシア将軍（Persicus Maximus II、295年、298年）
- 征カルピ将軍（Carpicus Maximus、297年）
- 征ブリタンニア将軍（Britannicus Maximus、297年）

また、マクシミアヌスは執政官に9回選出された（287年、288年、290年、293年、297年、299年、303年、304年、307年）。

## 息子および娘
マクシミアヌスはエウトロピアと結婚し、その間にマクセンティウス（西ローマ帝国の副帝で後の簒奪者）とファウスタ（後のコンスタンティヌス1世の妻）が生まれた。また、マクシミアヌスの義理の娘にテオドラ（コンスタンティウス・クロルスの妻）がいる。